# Westeifel
Der Begriff Westeifel bezeichnet geografisch den gesamten westlichen Teil der Eifel mit Ausnahme des Vennvorlandes. Sie bildet naturräumlich gemeinsam mit den (östlichen) Ardennen die Haupteinheitengruppe 28. Im landläufigen Sprachgebrauch ist mit dem Begriff Westeifel selten die gesamte hier beschriebene Haupteinheitengruppe gemeint, sondern meist ein nicht exakt definierter Landschaftsteil im Westen der Eifel.

## Lage
Im Süden grenzt die Westeifel an das Bitburger Gutland und reicht in etwa bis zur Linie Vianden-Bitburg. Die Westgrenze entspricht der Grenze zwischen Eifel und Ardennen und fällt mit der Deutsch-Französischen Sprachgrenze zusammen, so dass Teile der Westeifel in Luxemburg und Belgien liegen. Die nordwestliche Grenze zum Vennvorland verläuft entlang einer Linie Raeren-Langerwehe. Im Norden grenzt die Westeifel bei Düren an die Zülpicher Börde. Die östliche Grenze zur Osteifel verläuft von Düren in mehreren Buchtungen südlich über Prüm bis Bitburg. Die Westeifel besitzt eine Ausdehnung in Nord-Süd-Richtung von etwa 90 km. Die Ausdehnung in Ost-West-Richtung variiert zwischen etwa 10 km bei Udenbreth und etwa 30 km nördlich von Prüm.

## Naturräumliche Gliederung
Im Handbuch der naturräumlichen Gliederung Deutschlands bildet die Westeifel mit den (östlichen) Ardennen die Haupteinheitengruppe 28. Sie ist Bestandteil des übergeordneten Naturraums Rheinisches Schiefergebirge und besteht aus den folgenden naturräumlichen Teileinheiten:
- 28 Westeifel/Ardennen[3]
  - 280 Islek und Ösling (Bezeichnung der Blätter Cochem und Trier; Handbuch: Islek)
    - 280.0 Östlicher Islek
    - 280.1 Mittlerer Islek
    - 280.2 Westlicher Islek
    - 280.3 Mittleres Ourtal
    - 280.4 Südliches Schneifelvorland
    - 280.5 Islek-Vorstufe

  - 281 Westliche Hocheifel
    - 281.0 Schneifelrücken
    - 281.1 Nördliches Schneifelvorland
    - 281.2 „Grenzwald“-Rücken
    - 281.3 Oberes Kylltal
    - 281.4 Duppacher Rücken

  - 282 Rureifel
    - 282.0 Dürener Eifelfuß
    - 282.1 Hürtgener Hochfläche
    - 282.2 Monschauer Heckenland
    - 282.3 Rur-Urft-Olef-Täler
    - 282.4 Monschau-Hellenthaler Waldhochfläche
    - 282.5 Dreiborner Hochfläche
    - 282.6 Hollerath-Broicher Hochfläche[4]
    - 282.7 Wildenburger Hochfläche
    - 282.8 Kermeter Wald

  - 283 Hohes Venn
    - 283.0 Vennplateau
    - 283.1 Nördliche Vennabdachung
    - Roerquell-Hochfläche (ganz in Belgien)
    - Bergland der oberen Warche (Südliche Venn-Vorfläche; ganz in Belgien)

  - Östliche Hochardennen (ganz in Belgien)
    - St. Vither Hochfläche

## Westeifel im landläufigen Sprachgebrauch

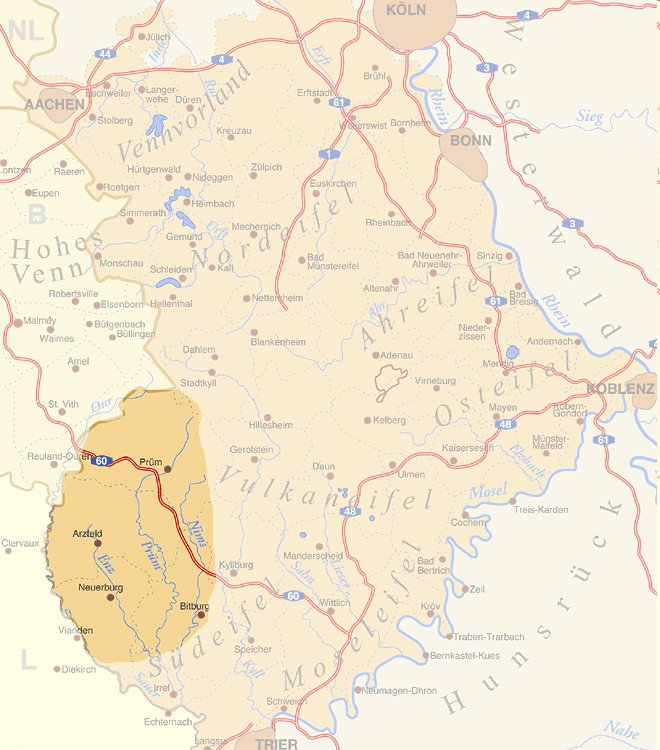
Ungefähre Lage des oft als Westeifel bezeichneten Gebiets

Landläufig wird unter der Bezeichnung Westeifel oft jener Teil der Eifel subsumiert, der im Umkreis der Stadt Prüm bis zur Grenze von Belgien und Luxemburg liegt. Er ist jedoch geografisch nicht klar definiert (er deckt sich zu etwa 60 % mit der Schneeeifel), während die Geologie den Nordteil des entsprechenden Gebietes der Vulkaneifel zuordnet und den Südteil der Südeifel.
Die Gipfelflur erreicht etwas größere Höhen als die Vulkaneifel, ist jedoch meist sanfter geformt.
Geografisch-topologisch kann man drei Bereiche unterscheiden:
- Schneifel – Gipfel (699,1 m) nahe Schwarzem Mann (697,8 m), Gebirgszug nahe der belgischen Grenze
- belgische Eifel – kein einheitlich verwendeter Begriff
- Islek (im Südwesten) – bis zur deutsch-luxemburgischen Grenze

Die Region ist im Norden (Schneifel u. U.) nur dünn besiedelt, wird aber von der Autobahn 60 nach Malmedy durchschnitten. Sie ist stark bewaldet und hat etwas Bedeutung für den Bergbau (siehe Bleialf). Im Südteil – im Tal der Prüm und ihren Seitentälern – herrscht dichtere Besiedlung und etwas Fremdenverkehr, was durch die Ferienstraße Südeifel und die Grüne Straße Eifel-Ardennen gefördert wird. Dieser Landstrich gehört zum Deutsch-Luxemburgischen Naturpark.